# Stenocephalemys albocaudata
Stenocephalemys albocaudata é uma espécie de roedor da família Muridae.
Apenas pode ser encontrada na Etiópia.
Os seus habitats naturais são: matagal tropical ou subtropical de alta altitude e campos de altitude subtropicais ou tropicais.